# Methyldibroomglutaronitril
Methyldibroomglutaronitril (MDBGN) is een veel gebruikt conserveermiddel en biocide.
MDBGN werd of wordt als conserveermiddel toegevoegd aan uiteenlopende producten voor huishoudelijk en professioneel gebruik, zoals cosmetische producten, vaatwasmiddelen, huishoudelijke schoonmaakmiddelen, detergenten, lijmen, verven, boenwas, vloeistoffen voor metaalbewerking enz. Het wordt ook aan sommige diergeneeskundige middelen toegevoegd zoals hondenshampoo.
Het wordt door verscheidene leveranciers verkocht, vaak in een mengsel met een of meer andere conserveermiddelen, in het bijzonder met 2-fenoxyethanol (Euxyl K400, Paratexin DPE, Merguard 1200, Nipaguard DCB).
De INCI-naam van de stof is methyldibromo glutaronitrile.

## Allergeen
MDBGN is een stof die contactallergie kan veroorzaken. Het toenemend gebruik na 1990 - toen de octrooibescherming voorbij was - in cosmetische producten, onder meer vochtig toiletpapier, waterige cosmetica zoals shampoo en badschuim, en in emulsies zoals zonnebrandcrème, bleek gepaard te gaan met toenemende allergische reacties, die toegeschreven werden aan methyldibroomglutaronitril.
In 2003 vaardigde de Europese Commissie een richtlijn uit, waarin vanaf 24 maart 2005 MDBGN enkel nog in uit te spoelen producten werd toegelaten, met een maximale toegelaten concentratie van 0,1%. In 2005 kwam een wetenschappelijk panel van de Europese Commissie op basis van de resultaten van nieuwe studies tot de conclusie dat er geen wetenschappelijk onderbouwde veilige concentratie kon vastgesteld worden voor MDBGN, en adviseerde het om de stof niet meer toe te laten in cosmetische producten. In de Europese Unie mag methyldibroomglutaronitril sedert 24 juli 2008 dan ook niet meer gebruikt worden in cosmetische producten.
MDBGN is sedert 2005 ook opgenomen in de Europese standaardreeks van plakproeven om te testen op contacteczeem.